# La Varenne (Maine-et-Loire)
La Varenne korábbi község Franciaország Loire mente régiójában, Maine-et-Loire megyében. 2015. december 15-én nyolc másik korábbi községgel egyesült és Orée d’Anjou új község része lett.
Lakosainak száma 1785 fő (2018. január 1.). La Varenne Le Cellier, Divatte-sur-Loire, Oudon, La Chapelle-Basse-Mer és Barbechat községekkel határos.

## Népesség
A település népességének változása:
| Lakosok száma | 864  | 887  | 1088 | 1278 | 1366 | 1676 | 1745 | 1736 | 1752 | 1785 |
|               | 1962 | 1968 | 1982 | 1990 | 1999 | 2008 | 2011 | 2013 | 2017 | 2018 |